# Boguszowice (Suszyna)
Boguszowice (niem. Plaschkenhäuser) – przysiółek wsi Suszyna w Polsce, położony w województwie dolnośląskim, w powiecie kłodzkim, w gminie Radków. 
W latach 1975–1998 przysiółek administracyjnie należał do województwa wałbrzyskiego. Boguszowice są wliczone w powierzchnię Suszyny.

## Położenie
Boguszowice leżą we Wzgórzach Ścinawskich, na zachodnim zboczu Czeskiego Wzgórza, na wysokości około 400–410 m n.p.m.

## Historia
Boguszowice powstały najprawdopodobniej na przełomie XIX i XX wieku jako mała kolonia Suszyny. Miejscowość nigdy nie rozwinęła się, po 1945 roku została zasiedlona tylko częściowo. W 1993 roku były tu zaledwie trzy domy.